# Tore Gjøs
Tore Ferdinand Gjøs (født 26. marts 1943) er en norsk bistandsarbejder og diplomat. Han er Norges ambassadør i Zambia.
Gjøs har uddannelse som Civilingeniør fra Norges tekniske høgskole. I Norge har han arbejdet som overingeniør i Trondheim kommune og i Miljøverndepartementet, samt været projektleder i Vegdirektoratet. Han har også været distriktsingeniør i Kenya. I 1987 begyndte han at arbejde i Norad, hvor han fra 1995-1998 var specialudsending og medlem ministerrådet ved Norges ambassade i Tanzania. 
Karrieren fortsatte derefter i utenrikstjenesten. I 2001 blev han udnævnt til ambassadør i Uganda, med sideakkreditering til Burundi og Rwanda året efter. Udnævnelsen som ambassadør i Lusaka i Zambia skete i 2007.
Gjøs blev i 2009 forfremmet til kommandør af Den Kongelige Norske Fortjenstorden for embedsfortjeneste.